# Box of Fire
Box of Fire es una caja recopilatoria de la banda estadounidense de hard rock Aerosmith, publicada en 1994 por Columbia Records y que incluye los doce álbumes hasta entonces publicados bajo este sello discográfico. Como añadido, la caja incluye un disco adicional de veinte minutos con grabaciones inéditas.

## Lista de canciones

### Aerosmith(Disco 1)
1. "Make It" – 3:38
2. "Somebody" – 3:45
3. "Dream On" – 4:27
4. "Mama Kin" – 4:27
5. "One Way Street" - 7:00
6. "Write Me a Letter" – 4:10
7. "Movin' Out" – 5:02
8. "Walking the Dog" – 3:12

### Get Your Wings(Disco 2)
1. "Same Old Song and Dance" – 3:53
2. "Lord of the Thighs" – 4:14
3. "Spaced" – 4:22
4. "Woman of the World" – 5:48
5. "S.O.S. (Too Bad)" – 2:51
6. "Train Kept A-Rollin'" – 5:33
7. "Seasons of Wither" – 5:39
8. "Pandora's Box" – 5:44

### Toys in the Attic (álbum)(Disco 3)
1. "Toys in the Attic" – 3:05
2. "Uncle Salty" – 4:10
3. "Adam's Apple" – 4:34
4. "Walk This Way" – 3:40
5. "Big Ten Inch Record" – 2:16
6. "Sweet Emotion" – 4:34
7. "No More No More" – 4:34
8. "Round and Round" – 5:03
9. "You See Me Crying" – 5:12

### Rocks(Disco 4)
1. "Back in the Saddle" – 4:39
2. "Last Child" – 3:27
3. "Rats in the Cellar" – 4:06
4. "Combination" – 3:39
5. "Sick as a Dog" – 4:12
6. "Nobody's Fault" – 4:25
7. "Get the Lead Out" – 3:42
8. "Lick and a Promise" – 3:05
9. "Home Tonight" – 3:16

### Draw the Line(Disco 5)
1. "Draw the Line" – 3:23
2. "I Wanna Know Why" – 3:09
3. "Critical Mass" – 4:53
4. "Get It Up" – 4:02
5. "Bright Light Fright" – 2:19
6. "Kings and Queens" – 4:55
7. "The Hand That Feeds" – 4:23
8. "Sight for Sore Eyes" – 3:56
9. "Milk Cow Blues" – 4:14

### Live! Bootleg(Disco 6)
1. "Back in the Saddle" – 4:25
2. "Sweet Emotion" – 4:42
3. "Lord of the Thighs" – 7:18
4. "Toys in the Attic" – 2:45
5. "Last Child" – 3:14
6. "Come Together" (John Lennon, Paul McCartney) – 4:51
7. "Walk This Way" – 3:46
8. "Sick as a Dog" – 4:42
9. "Dream On" – 4:31
10. "Chip Away the Stone" – 4:12
11. "Sight for Sore Eyes" – 3:18
12. "Mama Kin" – 3:43
13. "S.O.S. (Too Bad) – 2:46
14. "I Ain't Got You" – 3:57
15. "Mother Popcorn/ Draw the Line" – 11:35
16. "Train Kept A Rollin'/Strangers in the Night" – 4:51

### Night in the Ruts(Disco 7)
1. "No Surprize" – 4:25
2. "Chiquita" – 4:24
3. "Remember (Walking in the Sand)" – 4:05
4. "Cheese Cake" – 4:15
5. "Three Mile Smile" – 3:42
6. "Reefer Head Woman" – 4:02
7. "Bone to Bone (Coney Island White Fish Boy)" – 2:59
8. "Think About It" – 3:35
9. "Mia" – 4:14

### Greatest Hits(Disco 8)
1. "Dream On" – 4:28
2. "Same Old Song and Dance" – 3:01
3. "Sweet Emotion" – 3:12
4. "Walk This Way" – 3:31
5. "Last Child" – 3:27
6. "Back in the Saddle" – 4:38
7. "Draw the Line" – 3:21
8. "Kings and Queens" – 3:47
9. "Come Together" (John Lennon, Paul McCartney) – 3:45
10. "Remember (Walking in the Sand)" – 4:05

### Rock in a Hard Place(Disco 9)
1. "Jailbait" – 4:38
2. "Lightning Strikes" – 4:26
3. "Bitch's Brew" – 4:14
4. "Bolivian Ragamuffin" – 3:32
5. "Cry Me a River" – 4:06
6. "Prelude to Joanie" – 1:21
7. "Joanie's Butterfly" – 5:35
8. "Rock in a Hard Place (Cheshire Cat)" – 4:46
9. "Jig Is Up" – 3:10
10. "Push Comes to Shove" – 4:28

### Classics Live(Disco 10)
1. "The Train Kept A Rollin'" (en vivo) – 3:20
2. "Kings and Queens" (en vivo) – 4:46
3. "Sweet Emotion" (en vivo) – 5:14
4. "Dream On" (en vivo) – 4:50
5. "Mama Kin" (en vivo) – 3:41
6. "Three Mile Smile/Reefer Head Woman" (en vivo) – 4:54
7. "Lord of the Thighs" (en vivo) – 7:05
8. "Major Barbara"  – 4:03

### Classics Live II(Disco 11)
1. "Back in the Saddle" (en vivo) – 4:38
2. "Walk This Way" (en vivo) – 4:22
3. "Movin' Out" (en vivo) – 5:44
4. "Draw the Line" (en vivo) – 4:47
5. "Same Old Song and Dance" (en vivo) – 5:45
6. "Last Child" (en vivo) – 3:43
7. "Let the Music Do the Talking" (en vivo) – 5:44
8. "Toys in the Attic" (en vivo) – 4:04

### Gems(Disco 12)
1. "Rats in the Cellar" - 4;06
2. "Lick and a Promise" – 3:05
3. "Chip Away the Stone" – 4:01
4. "No Surprize" – 4:26
5. "Mama Kin" – 4:27
6. "Adam's Apple" – 4:34
7. "Nobody's Fault" – 4:18
8. "Round and Round" – 5:03
9. "Critical Mass" – 4:52
10. "Lord of the Thighs" – 4:14
11. "Jailbait" – 4:39
12. "The Train Kept A Rollin'" – 5:41

### Box of Fire Bonus Disc (Disco 13)
1. "Sweet Emotion" (Remix) – 4:39
2. "Rockin' Pneumonia and the Boogie Woogie Flu" – 2:56
3. "Subway" (Instrumental) – 3:31
4. "Circle Jerk" (Instrumental) – 3:42
5. "Dream On" (Aniversario MTV) – 5:43

## Certificaciones
| Organización          | Nivel | Fecha               |
| --------------------- | ----- | ------------------- |
| RIAA - Estados Unidos | Oro   | 19 de enero de 1995 |